# Епархия Иресе
Епархия Иресе (лат. Dioecesis Irecensis) — епархия Римско-Католической церкви с центром в городе Иресе, Бразилия. Епархия Иресе входит в митрополию Фейра-ди-Сантаны. Кафедральным собором епархии Иресе является церковь святого Доминика.

## История
28 апреля 1979 года Римский папа Иоанн Павел II издал буллу «Qui in Beati Petri», которой учредил епархию Иресе, выделив её из епархии Руй-Барбозы.

## Ординарии епархии
- епископ Homero Leite Meira (1980—1983)
- епископ Edgar Carício de Gouvêa (1983—1994)
- епископ João Maria Messi (1995—1999)
- епископ Tommaso Cascianelli (2000 — по настоящее время)

## Источник
- Annuario Pontificio, Libreria Editrice Vaticana, Città del Vaticano, 2003, ISBN 88-209-7422-3
- Булла Qui in Beati Petri  (лат.)